# Liste des membres du conseil régional du Nord-Pas-de-Calais de 2004 à 2010
Pour les articles homonymes, voir Liste des membres du conseil régional du Nord-Pas-de-Calais.

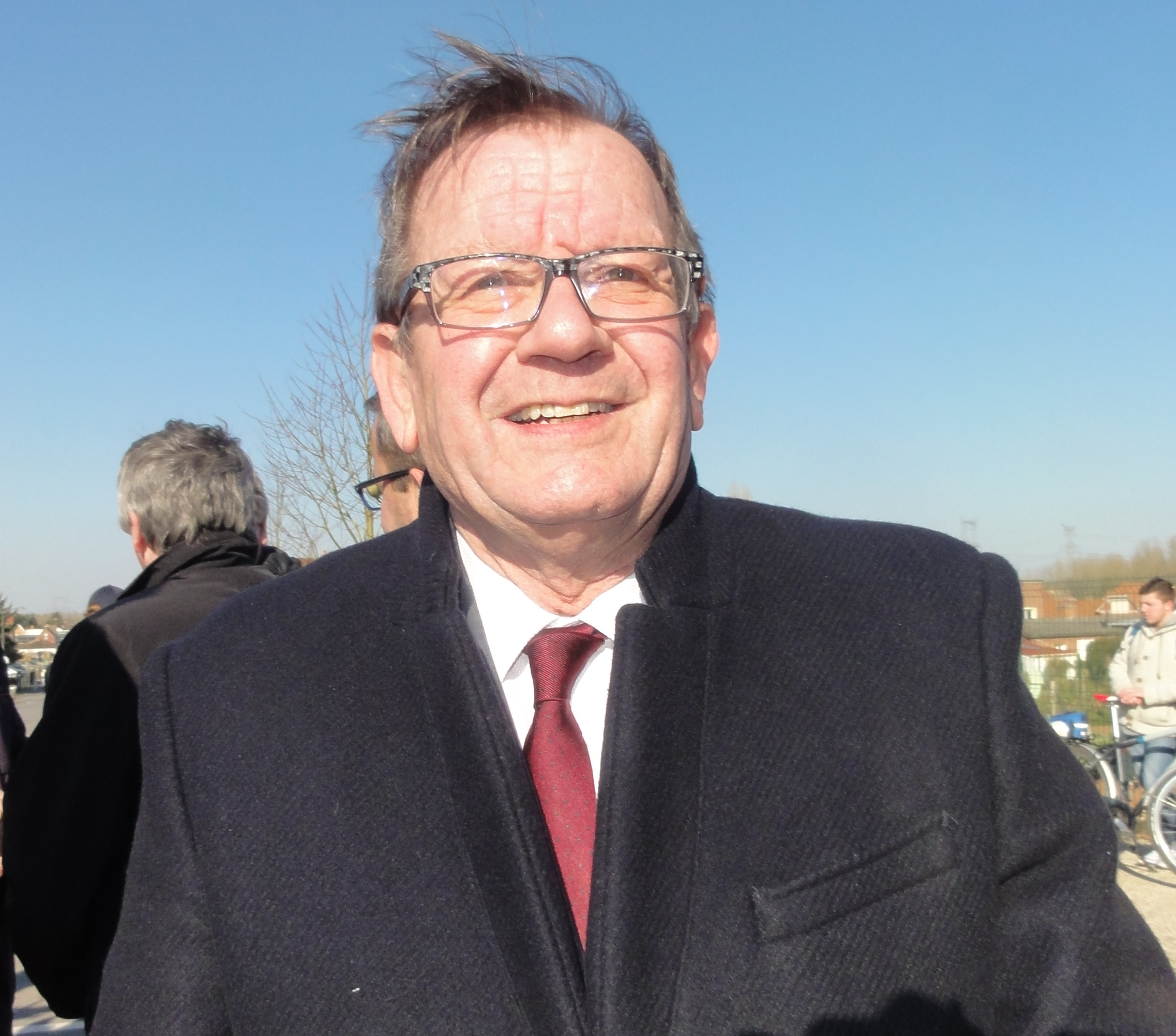
Alain Bruneel.

Le Conseil régional du Nord-Pas-de-Calais est renouvelé lors des Élections régionales françaises de 2004 en Nord-Pas-de-Calais.
Ses membres sont élus pour 6 ans, leur mandat dure jusque 2010. Voici la liste présentant les élus en 2004 par listes et par départements.
| Département   |  | Nom                        | N° | Liste                   | Parti     |
| ------------- |  | -------------------------- | -- | ----------------------- | --------- |
| Nord          |  | Bernard Roman              | 01 | Union de la gauche      | PS        |
| Nord          |  | Jeannine Marquaille        | 02 | Union de la gauche      | PS        |
| Nord          |  | Eric Corbeaux              | 03 | Union de la gauche      | PCF       |
| Nord          |  | Ginette Dhenin-Verbrugghe  | 04 | Union de la gauche      | Les Verts |
| Nord          |  | Dominique Bailly           | 05 | Union de la gauche      | PS        |
| Nord          |  | Brigitte Douay             | 06 | Union de la gauche      | PS        |
| Nord          |  | René Vandierendonck        | 07 | Union de la gauche      | PS        |
| Nord          |  | Corinne Donnaint           | 08 | Union de la gauche      | PCF       |
| Nord          |  | Michaël Moglia             | 09 | Union de la gauche      | PS        |
| Nord          |  | Martine Filleul            | 10 | Union de la gauche      | PS        |
| Nord          |  | Eric Renaud                | 11 | Union de la gauche      | PCF       |
| Nord          |  | Anne-Marie Stievenart      | 12 | Union de la gauche      | PS        |
| Nord          |  | Dominique Plancke          | 13 | Union de la gauche      | Les Verts |
| Nord          |  | Colette Dessaint           | 14 | Union de la gauche      | PCF       |
| Nord          |  | Wulfran Despicht           | 15 | Union de la gauche      | PS        |
| Nord          |  | Pascale Pavy               | 16 | Union de la gauche      | PS        |
| Nord          |  | Pierre de Saintignon       | 17 | Union de la gauche      | PS        |
| Nord          |  | Françoise Dal              | 18 | Union de la gauche      | MRC       |
| Nord          |  | Alain Bruneel              | 19 | Union de la gauche      | PCF       |
| Nord          |  | Myriam Cau                 | 20 | Union de la gauche      | Les Verts |
| Nord          |  | Jean Veber                 | 21 | Union de la gauche      | PS        |
| Nord          |  | Olfa Laforce Ben Abdennebi | 22 | Union de la gauche      | PS        |
| Nord          |  | Roland Dequidt             | 23 | Union de la gauche      | PS        |
| Nord          |  | Françoise Thilliez         | 24 | Union de la gauche      | PCF       |
| Nord          |  | Lahcen Boudjoudi           | 25 | Union de la gauche      | PS        |
| Nord          |  | Colette Huvenne-Guillemot  | 26 | Union de la gauche      | PRG       |
| Nord          |  | Dany Wallyn                | 27 | Union de la gauche      | PCF       |
| Nord          |  | Marie-Laurence Davoine     | 28 | Union de la gauche      | PS        |
| Nord          |  | Michel Autès               | 29 | Union de la gauche      | Les Verts |
| Nord          |  | Gabriella Marongiu         | 30 | Union de la gauche      | PCF       |
| Nord          |  | Rudy Elegeest              | 31 | Union de la gauche      | DVG       |
| Nord          |  | Catherine De Paris         | 32 | Union de la gauche      | PS        |
| Nord          |  | Didier Gregor              | 33 | Union de la gauche      | PS        |
| Nord          |  | Florence Lecocq            | 34 | Union de la gauche      | Les Verts |
| Nord          |  | Alain Berteaux             | 35 | Union de la gauche      | PCF       |
| Nord          |  | Rita Cannas                | 36 | Union de la gauche      | PS        |
| Nord          |  | Damien Carême              | 37 | Union de la gauche      | PS        |
| Nord          |  | Marielle Cuvelier          | 38 | Union de la gauche      | PCF       |
| Nord          |  | Christophe Di Pompeo       | 39 | Union de la gauche      | PS        |
| Nord          |  | Annick Mattighello         | 40 | Union de la gauche      | PCF       |
| Nord          |  | Emmanuel Cau               | 41 | Union de la gauche      | Les Verts |
| Nord          |  | Joëlle Crockey             | 42 | Union de la gauche      | PS        |
| Nord          |  | Christian Hutin            | 43 | Union de la gauche      | MRC       |
| Nord          |  | Brigitte Parat             | 44 | Union de la gauche      | PS        |
| Nord          |  | Valérie Létard             | 01 | Majorité présidentielle | UDF       |
| Nord          |  | Jacques Vernier            | 02 | Majorité présidentielle | UMP       |
| Nord          |  | Joëlle Longueval           | 03 | Majorité présidentielle | UMP       |
| Nord          |  | Henri Segard               | 04 | Majorité présidentielle | UMP       |
| Nord          |  | Christine Marin            | 05 | Majorité présidentielle | UMP       |
| Nord          |  | Jacques Richir             | 06 | Majorité présidentielle | UDF       |
| Nord          |  | Liliane Durieux            | 07 | Majorité présidentielle | UMP       |
| Nord          |  | Sébastien Huyghe           | 08 | Majorité présidentielle | UMP       |
| Nord          |  | Marie-France Berthet       | 09 | Majorité présidentielle | UMP       |
| Nord          |  | Dominique Riquet           | 10 | Majorité présidentielle | UMP       |
| Nord          |  | Brigitte Astruc            | 11 | Majorité présidentielle | UMP       |
| Nord          |  | Yves Coupé                 | 12 | Majorité présidentielle | UDF       |
| Nord          |  | Françoise Hostalier        | 13 | Majorité présidentielle | UMP       |
| Nord          |  | Jean-Pierre Bataille       | 14 | Majorité présidentielle | DVD       |
| Nord          |  | Louisa Mokhtari            | 15 | Majorité présidentielle | UDF       |
| Nord          |  | Patrick Masclet            | 16 | Majorité présidentielle | UMP       |
| Nord          |  | Carl Lang                  | 01 | Front national          | FN        |
| Nord          |  | Sylvie Goddyn              | 02 | Front national          | FN        |
| Nord          |  | Dominique Slabolepszy      | 03 | Front national          | FN        |
| Nord          |  | Sylvie Langlois            | 04 | Front national          | FN        |
| Nord          |  | Philippe Bernard           | 05 | Front national          | FN        |
| Nord          |  | Eliane Coolzaet            | 06 | Front national          | FN        |
| Nord          |  | Christian Baeckeroot       | 07 | Front national          | FN        |
| Nord          |  | Mélanie Disdier            | 08 | Front national          | FN        |
| Nord          |  | Claude Deresnes            | 09 | Front national          | FN        |
| Nord          |  | Michelle Bréal             | 10 | Front national          | FN        |
| Pas-de-Calais |  | Daniel Percheron           | 01 | Union de la gauche      | PS        |
| Pas-de-Calais |  | Catherine Génisson         | 02 | Union de la gauche      | PS        |
| Pas-de-Calais |  | Jean-Claude Danglot        | 03 | Union de la gauche      | PCF       |
| Pas-de-Calais |  | Cécile Bourdon             | 04 | Union de la gauche      | PS        |
| Pas-de-Calais |  | Jean-François Caron        | 05 | Union de la gauche      | Les Verts |
| Pas-de-Calais |  | Danièle Lhomme             | 06 | Union de la gauche      | PS        |
| Pas-de-Calais |  | Jack Lang                  | 07 | Union de la gauche      | PS        |
| Pas-de-Calais |  | Cathy Apourceau-Poly       | 08 | Union de la gauche      | PCF       |
| Pas-de-Calais |  | Jean-Marie Alexandre       | 09 | Union de la gauche      | MRC       |
| Pas-de-Calais |  | Régine Splingard           | 10 | Union de la gauche      | PS        |
| Pas-de-Calais |  | Philippe Kemel             | 11 | Union de la gauche      | PS        |
| Pas-de-Calais |  | Marie-Noëlle Lienemann     | 12 | Union de la gauche      | PS        |
| Pas-de-Calais |  | Bernard Quandalle          | 13 | Union de la gauche      | PS        |
| Pas-de-Calais |  | Catherine Bourgeois        | 14 | Union de la gauche      | Les Verts |
| Pas-de-Calais |  | Daniel Dewalle             | 15 | Union de la gauche      | PCF       |
| Pas-de-Calais |  | Jacqueline Fauth           | 16 | Union de la gauche      | PS        |
| Pas-de-Calais |  | Jean-Marie François        | 17 | Union de la gauche      | PS        |
| Pas-de-Calais |  | Brigitte Passebosc         | 18 | Union de la gauche      | PCF       |
| Pas-de-Calais |  | Bernard Caillau            | 19 | Union de la gauche      | PS        |
| Pas-de-Calais |  | Jacqueline Maquet          | 20 | Union de la gauche      | PS        |
| Pas-de-Calais |  | Pierre Georget             | 21 | Union de la gauche      | PRG       |
| Pas-de-Calais |  | Stella Duneufjardin        | 22 | Union de la gauche      | PS        |
| Pas-de-Calais |  | Alain Alpern               | 23 | Union de la gauche      | Les Verts |
| Pas-de-Calais |  | Catherine Lemoine-Lefait   | 24 | Union de la gauche      | PCF       |
| Pas-de-Calais |  | Gilbert Rolos              | 25 | Union de la gauche      | PCF       |
| Pas-de-Calais |  | Dominique Rembotte         | 26 | Union de la gauche      | PS        |
| Pas-de-Calais |  | Jean-Claude Vanzavelberg   | 27 | Union de la gauche      | PCF       |
| Pas-de-Calais |  | Annie Van Cortenbosch      | 28 | Union de la gauche      | PS        |
| Pas-de-Calais |  | Daniel Boys                | 29 | Union de la gauche      | PS        |
| Pas-de-Calais |  | Jean-Paul Delevoye         | 01 | Majorité présidentielle | UMP       |
| Pas-de-Calais |  | Natacha Bouchart           | 02 | Majorité présidentielle | UMP       |
| Pas-de-Calais |  | André Flajolet             | 03 | Majorité présidentielle | UMP       |
| Pas-de-Calais |  | Myriam Wonterghem          | 04 | Majorité présidentielle | UMP       |
| Pas-de-Calais |  | Philippe Rapeneau          | 05 | Majorité présidentielle | UMP       |
| Pas-de-Calais |  | Hélène Magnier-Dhaine      | 06 | Majorité présidentielle | UMP       |
| Pas-de-Calais |  | Frédéric Leturque          | 07 | Majorité présidentielle | UDF       |
| Pas-de-Calais |  | Dany Masset-Mallevaes      | 08 | Majorité présidentielle | UDF       |
| Pas-de-Calais |  | Eric Iorio                 | 01 | Front national          | FN        |
| Pas-de-Calais |  | Marie-Paule Darchicourt    | 02 | Front national          | FN        |
| Pas-de-Calais |  | Steeve Briois              | 03 | Front national          | FN        |
| Pas-de-Calais |  | Marion Auffray             | 04 | Front national          | FN        |
| Pas-de-Calais |  | François Dubout            | 05 | Front national          | FN        |
| Pas-de-Calais |  | Monique Delevallet         | 06 | Front national          | FN        |

## Répartition des sièges
| Parti | Parti                              | Nombre de sièges | %     |     |
| ----- | ---------------------------------- | ---------------- | ----- | --- |
|       | Parti Socialiste                   | 40               | 35,40 | +13 |
|       | Parti Communiste Français          | 18               | 15,93 | +6  |
|       | Les Verts                          | 9                | 07,96 | =   |
|       | Mouvement Républicain et Citoyen   | 3                | 02,65 | +1  |
|       | Parti Radical de Gauche            | 2                | 01,77 | +1  |
|       | Divers Gauche                      | 1                | 00,88 | +1  |
|       | Total Gauche                       | 73               | 64,60 | +22 |
|       | Union pour un Mouvement Populaire  | 17               | 15,04 | -2  |
|       | Union pour la Démocratie Française | 6                | 05,31 | -10 |
|       | Divers droite                      | 1                | 00,88 | +1  |
|       | Total Droite                       | 24               | 21,24 | -13 |
|       | Front National                     | 16               | 14,16 | -2  |
|       | Total Extrême-Droite               | 16               | 14,16 | -2  |